# Dhogs
Dhogs és una pel·lícula gallega independen en gallec dirigida pel meirenc Andrés Goteira que fou estrenat el 2017. Es tracta de l'opera prima del director, i és protagonitzat per Carlos Blanco, Antonio Durán "Morris", Miguel de Lira, Melania Cruz, Iván Marcos i María Costas.
Es va estrenar al Buenos Aires Festival Internacional de Cinema Independent (BAFICI) el 19 d'abril de 2017, competint a la secció Avantguarda i Gènere d'aquest esdeveniment. Ha estat la primera pel·lícula rodada en gallec estrenada al festival de Sitges, el 9 d'octubre de 2017. A nivell gallec l'estrena es va produir en el marc del Festival de Cinema d'Ourense (OUFF) el 21 d'octubre de 2017. La primera projecció per al públic (fora d'un festival), prèvia a l'estrena en sales comercials projectada per al 17 de maig de 2018, va ser a l'Auditori Gustavo Freire de Lugo el 15 de març de 2018.

## Argument
La pel·lícula connecta sis històries paral·leles que giren al voltant de diferents personatges: una bella dona, un home amb una vida fosca, un taxista i un vell exmilitar.

## Producció
La pel·lícula va ser finançada per AGADIC i la Diputació Provincial de Lugo, però una part del pressupost de la pel·lícula també es va obtenir a través de la plataforma Verkami, amb més de 400 mecenes. Es va rodar a diversos llocs de Galícia, com ara Viveiro, As Pontes, Oleiros i A Coruña, així com al desert de Tabernas, a Almeria.

## Guardons i nominacions
En la 16a edició dels Premis Mestre Mateo Dhogs va guanyar tretze premis, inclosos el de millor pel·lícula, millor director, millor guió, millor actor, millor actriu, millor actor de repartiment i millor actriu de repartiment, convertint-se en la pel·lícula més guardonada de la història dels premis. Era nominada a 17 premis en 14 categories.
| Categoria                     | Persona                         | Resultat    |
| ----------------------------- | ------------------------------- | ----------- |
| Millor director               | Andrés Goteira                  | Guanyador   |
| Millor actor                  | Iván Marcos                     | Guanyador   |
| Millor actriu                 | Melania Cruz                    | Guanyadora  |
| Millor actor secundari        | Antonio Durán "Morris"          | Guanyador   |
| Millor actor secundari        | Carlos Blanco Vila              | Nominat     |
| Millor actor secundari        | Miguel de Lira                  | Nominat     |
| Millor actriu secundària      | María Costas                    | Guanyadora  |
| Millor guió                   | Andrés Goteira                  | Guanyador   |
| Millor direcció de producció  | Suso López                      | Guanyador   |
| Millor direcció artística     | Noelia Vilaboa                  | Guanyador   |
| Millor muntatge               | Andrés Goteira e Juan Galiñanes | Guanyador   |
| Millor música original        | Germán Díaz                     | Guanyador   |
| Millor so                     | David Machado e Javier Pato     | Guanyadores |
| Millor fotografia             | Lucía Catoira Pan               | Guanyadora  |
| Millor maquillatge i pentinat | Ana Coya                        | Nominada    |
| Millor disseny de vestuari    | María Porto                     | Nominada    |